# Edmond Dubois
Edmond Dubois, né en 1802 et mort en 1864 est un architecte français.

## Biographie
Edmond Dubois est élève de l'École des Beaux-Arts.
Alors inspecteur des travaux sur la fontaine de la place de la Bastille, Jean-Antoine Alavoine obtient le 24 décembre 1825 du directeur des travaux publics qu'il soit également nommé inspecteur des travaux lors de la construction de la flèche de la cathédrale de Rouen. Il lui succède avec Nicolas François Pinchon en 1834.
Il démissionne en 1849, tout comme son collègue, à la suite de la décision d'interrompre la construction.